# Comuna Ptîcea, Dubno
Ptîcea (în ucraineană Птича) este o comună în raionul Dubno, regiunea Rivne, Ucraina, formată din satele Kameanîțea, Mîkîtîci, Nosovîțea, Pidlujjea, Ptîcea (reședința), Stara Nosovîțea, Turkovîci și Zamciîsko.

## Demografie
Componența lingvistică a comunei Ptîcea
     Ucraineană (99,38%)
     Alte limbi (0,62%)
Conform recensământului din 2001, majoritatea populației comunei Ptîcea era vorbitoare de ucraineană (99,38%), existând în minoritate și vorbitori de alte limbi.